# Federación de Fútbol de Asia Central
La Federación de Fútbol de Asia Central (CAFA) es el ente rector de las naciones de Asia Central en fútbol.

## Historia
Miembros de 6 de las asociaciones pertenecientes de la Confederación Asiática de Fútbol se reunieron con el presidente de la confederación el 10 de mayo de 2014 sobre la posibilidad de crear una nueva zona futbolística en Asia. Las delegaciones que fueron invitadas fueron encabezadas por Irán y Afganistán.
En junio del 2014 en Sao Paulo, Brasil, la federación fue en principio aprobada por la AFC, y aprobada en el congreso extraordinario en enero del 2015 durante la Copa Asiática 2015, por lo que en un futuro, la CAFA podría tener miembros afiliados de la AFC.
La formación de la CAFA fue encabezada por la Federación de Fútbol de Irán luego de disputas con la WAFF, la anterior federación a la que pertenecían, lo que fue reportado por el presidente de la Confederación Asiática de Fútbol Salman Bin Ibrahim Al-Khalifa.

## Asociaciones Miembro
| País         | Federación Anterior | Fútbol Masculino | Fútbol Masculino (U-23) | Fútbol Masculino (U-20) | Fútbol Masculino (U-17) | Fútbol Femenino | Fútbol Femenino (U-20) | Fútbol Femenino (U-17) | Futsala Masculino | Futsala Femenino | Fútbol Playa |
| ------------ | ------------------- | ---------------- | ----------------------- | ----------------------- | ----------------------- | --------------- | ---------------------- | ---------------------- | ----------------- | ---------------- | ------------ |
| Afganistán   | SAFF, 2005–2014     | Afganistán       | Afganistán              | Afganistán              | Afganistán              | Afganistán      | -                      | -                      | Afganistán        | -                | Afganistán   |
| Irán         | WAFF, 2001–2014     | Irán             | Irán                    | Irán                    | Irán                    | Irán            | Irán                   | Irán                   | Irán              | Irán             | Irán         |
| Kirguistán   | -                   | Kirguistán       | Kirguistán              | Kirguistán              | Kirguistán              | Kirguistán      | Kirguistán             | -                      | Kirguistán        | -                | -            |
| Tayikistán   | -                   | Tayikistán       | Tayikistán              | Tayikistán              | Tayikistán              | Tayikistán      | Tayikistán             | Tayikistán             | Tayikistán        | -                | -            |
| Turkmenistán | -                   | Turkmenistán     | Turkmenistán            | Turkmenistán            | Turkmenistán            | Turkmenistán    | -                      | -                      | Turkmenistán      | -                | -            |
| Uzbekistán   | -                   | Uzbekistán       | Uzbekistán              | Uzbekistán              | Uzbekistán              | Uzbekistán      | Uzbekistán             | Uzbekistán             | Uzbekistán        | Uzbekistán       | Uzbekistán   |

## Ranking
| \| AFC \| FIFA \| País \| Pts \| +/- \| \| --- \| ---- \| ------------ \| ------- \| ----------- \| \| 1 \| 22 \| Irán \| 1538.08 \| 4 \| \| 12 \| 83 \| Uzbekistán \| 1282.27 \| 1 \| \| 17 \| 98 \| Kirguistán \| 1230.06 \| 3 \| \| 21 \| 118 \| Tayikistán \| 1157.77 \| 2 \| \| 24 \| 130 \| Turkmenistán \| 1117.06 \| Sin cambios \| \| 30 \| 153 \| Afganistán \| 1045.34 \| Sin cambios \| Actualizado al 16 de septiembre de 2021. | Mejor Equipo Masculino: |              |         |             |
| AFC | FIFA                    | País         | Pts     | +/-         |
| 1 | 22                      | Irán         | 1538.08 | 4           |
| 12 | 83                      | Uzbekistán   | 1282.27 | 1           |
| 17 | 98                      | Kirguistán   | 1230.06 | 3           |
| 21 | 118                     | Tayikistán   | 1157.77 | 2           |
| 24 | 130                     | Turkmenistán | 1117.06 | Sin cambios |
| 30 | 153                     | Afganistán   | 1045.34 | Sin cambios |

| \| AFC \| FIFA \| País \| Pts \| +/- \| \| --- \| ---- \| ---------- \| ------- \| ----------- \| \| 9 \| 43 \| Uzbekistán \| 1537.27 \| Sin cambios \| \| 14 \| 72 \| Irán \| 1350.56 \| Sin cambios \| \| 23 \| 124 \| Kirguistán \| 1118 \| Sin cambios \| \| 26 \| 124 \| Tayikistán \| 1035 \| Sin cambios \| \| 31 \| 152 \| Afganistán \| 884 \| Sin cambios \| Actualizado al 20 de agosto de 2021. | Mejor Equipo Femenil: |            |         |             |
| AFC | FIFA                  | País       | Pts     | +/-         |
| 9 | 43                    | Uzbekistán | 1537.27 | Sin cambios |
| 14 | 72                    | Irán       | 1350.56 | Sin cambios |
| 23 | 124                   | Kirguistán | 1118    | Sin cambios |
| 26 | 124                   | Tayikistán | 1035    | Sin cambios |
| 31 | 152                   | Afganistán | 884     | Sin cambios |

## Comité Ejecutivo
| Posición               | Nombre               | Primer Año |
| ---------------------- | -------------------- | ---------- |
| Presidente             | Mirabror Usmanov     | 2015       |
| Vicepresidente         | Rustam Emomali       | 2015       |
| Secretario General     | Sardor Rakhmatullaev | 2015       |
| Vicesecretario General | Seyed Reza Aghazadeh | 2015       |
| AFC Vicepresidente     | Ali Kafashian        | 2015       |
| Secretaria General     | Zohra Mehri          | 2015       |

## Torneos
| Torneo                          | Campeón    | Última Edición | Próxima Edición |
| ------------------------------- | ---------- | -------------- | --------------- |
| Copa de Naciones CAFA           | Irán       | 2023           | -               |
| Campeonato CAFA Femenino        | Uzbekistán | 2022           | 2026            |
| Campeonato CAFA Sub-19          | Irán       | 2022           | TBD             |
| Campeonato CAFA Sub-16          | Irán       | 2022           | TBD             |
| Campeonato CAFA Sub-15          | Irán       | 2021           | TBD             |
| Campeonato CAFA Sub-19 Femenino | Uzbekistán | 2016           | TBD             |
| Campeonato CAFA Sub-20 Femenino | Uzbekistán | 2019           | TBD             |
| Campeonato CAFA Sub-23 Femenino | Uzbekistán | 2019           | TBD             |
| Campeonato CAFA Sub-18 Femenino | Irán       | 2022           | TBD             |
| Campeonato CAFA Sub-17 Femenino | Uzbekistán | 2021           | TBD             |
| Campeonato CAFA Sub-15 Femenino | Irán       | 2019           | TBD             |

### Copa de Naciones de la CAFA
El secretario general de la CAFA, el afgano Seyed Reza Aghazadeh, anunció en febrero de 2015 la posibilidad de iniciar la Copa de Naciones de la CAFA , la cual originalmente iniciaría en 2016. El primer Campeonato sub-15 de la CAFA iniciaría el 23 de marzo de 2015 en Tokio, Japón.